# Amalia González Caballero de Castillo Ledón
Amalia González Caballero de Castillo Ledón (ur. 18 sierpnia 1898 lub 1902 w San Jerónimo, Santander Jiménez w stanie Tamaulipas, zm. 3 czerwca 1986 w Meksyku) – meksykańska pisarka, nauczycielka, dyplomatka.

## Życiorys
Córka Vincente I. Gonzáleza i Maríi Caballero. Uczyła się w Escuela Normal para Señoritas w Ciudad Victoria oraz w Conservatorio Nacional, w Narodowym Uniwersytecie Autonomicznym Meksyku. Poślubiła Luisa Castillo Ledóna. Mieli troje dzieci: Luisa, Beatriz i Gabrielę. Uczyła języka hiszpańskiego i deklamacji w Escuela Normal para Señoritas w Ciudad Victoria w 1918 roku, a także pracowała jako statystyczka w biurze edukacji w Tamaulipas w tymże roku, następnie pracowała w Escuela Normal para Varones w mieście Meksyk w latach 1925–1929.
Należała do rady narodowej ds. opieki nad dziećmi w 1929 roku. Założyła komitet opieki nad dziećmi w Tepic w 1930 roku. Należała do komitetu mecenasów orkiestry symfonicznej miasta Meksyk od 1929 roku. Była członkinią komitetu konsultacyjnego do spraw teatru i kina, a także kierowniczką biura ds. edukacji w Dirección General de Acción Cívica w mieście Meksyk od 1933 roku. Była doradczynią Konferencji Narodów Zjednoczonych z ramienia delegacji meksykańskiej w 1945 roku. Była prezeską Comedia Mexicana i Club International de Mujeres, należała do Unión Mexicana de Autores, Pan American League. Była pierwszą kobietą, która weszła w skład meksykańskiego gabinetu ministerialnego jako podsekretarz kultury w Ministerstwie Edukacji Publicznej (SEP).
Mieszkała przy Calle Colima 286 w mieście Meksyk.

## Twórczość
Napisała wiele artykułów prasowych, a także:
- Cuando las hojas caen (1929)[3]
- Cubos de noria (1934)[3]